# Rajd Włoch 1973

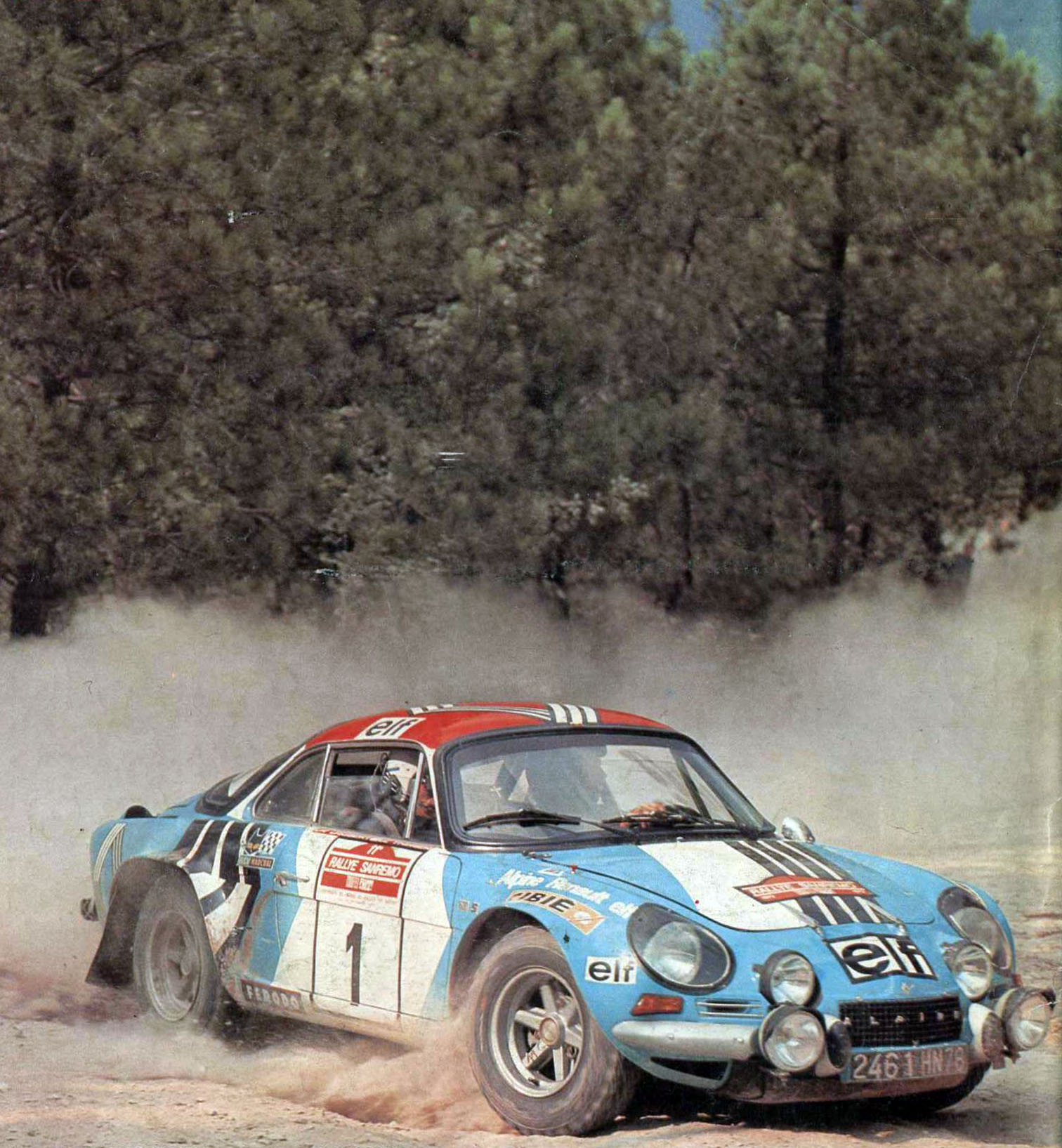
Zwycięzcy Rajdu San Remo 1973 Francuzi Jean-Luc Thérier i Jacques Jaubert

Rajd San Remo 1973, (Rajd Włoch 1973) (pełna nazwa: 15º Rallye Sanremo) – dziesiąta runda Rajdowych Mistrzostw Świata sezonu 1973, która odbyła się w dniach 10-13 października. Zwycięzcą został Jean-Luc Thérier.

## Zwycięzcy odcinków specjalnych[1]
| Etap | Data               | OS | Godzina | Nazwa                | Długość  | Zwycięzca                            | Czas             | Śred. Pręd.      | Lider rajdu      |
| ---- | ------------------ | -- | ------- | -------------------- | -------- | ------------------------------------ | ---------------- | ---------------- | ---------------- |
| 1    | 10-11 października | 1  | b.d.    | Monte Ceppo 1        | 12,00 km | Jean-Luc Thérier                     | 14:55            | 48,27 km/h       | Jean-Luc Thérier |
| 1    | 10-11 października | 2  | b.d.    | Passo di Teglia 1    | 14,10 km | Amilcare Ballestrieri                | 17:00            | 49,76 km/h       | Jean-Luc Thérier |
| 1    | 10-11 października | 3  | b.d.    | Passo di Ginestro 1  | 5,00 km  | Jean-Pierre Nicolas Maurizio Verini  | 6:25             | 46,75 km/h       | Jean-Luc Thérier |
| 1    | 10-11 października | 4  | b.d.    | Dells Garlenda       | 4,50 km  | Jean-Luc Thérier                     | 6:28             | 41,75 km/h       | Jean-Luc Thérier |
| 1    | 10-11 października | 5  | b.d.    | Del Santuario 1      | 7,90 km  | Jean-Luc Thérier                     | 12:16            | 38,64 km/h       | Jean-Luc Thérier |
| 1    | 10-11 października | 6  | b.d.    | Colle di Nava 1      | 5,00 km  | Jean-Pierre Nicolas                  | 8:06             | 37,04 km/h       | Jean-Luc Thérier |
| 1    | 10-11 października | 7  | b.d.    | Colle di Cosio 1     | 5,40 km  | Jean-Pierre Nicolas                  | 6:55             | 46,84 km/h       | Jean-Luc Thérier |
| 1    | 10-11 października | 8  | b.d.    | Colle San Bernardo 1 | 7,00 km  | Jean-Luc Thérier Maurizio Verini     | 13:04            | 32,14 km/h       | Jean-Luc Thérier |
| 1    | 10-11 października | 9  | b.d.    | Colle San Giacomo 1  | 7,50 km  | Jean-Pierre Nicolas                  | 9:27             | 47,62 km/h       | Jean-Luc Thérier |
| 1    | 10-11 października | 10 | b.d.    | Plan dei Corsi 1     | 11,60 km | Jean-Pierre Nicolas                  | 14:23            | 48,39 km/h       | Jean-Luc Thérier |
| 1    | 10-11 października | 11 | b.d.    | Del Serre 1          | 7,50 km  | odcinek odwołany                     | odcinek odwołany | odcinek odwołany | Jean-Luc Thérier |
| 1    | 10-11 października | 12 | b.d.    | Bric del Baraccone 1 | 5,30 km  | Mauro Pregliasco                     | 8:31             | 40,86 km/h       | Jean-Luc Thérier |
| 1    | 10-11 października | 13 | b.d.    | Colle San Bernardo 2 | 7,00 km  | Jean-Luc Thérier                     | 12:35            | 33,38 km/h       | Jean-Luc Thérier |
| 1    | 10-11 października | 14 | b.d.    | Colle San Giacomo 2  | 7,50 km  | Jean-Pierre Nicolas                  | 9:15             | 48,65 km/h       | Jean-Luc Thérier |
| 1    | 10-11 października | 15 | b.d.    | Plan dei Corsi 2     | 11,60 km | Jean-Pierre Nicolas                  | 14:13            | 48,96 km/h       | Jean-Luc Thérier |
| 1    | 10-11 października | 16 | b.d.    | Del Serre 2          | 7,50 km  | odcinek odwołany                     | odcinek odwołany | odcinek odwołany | Jean-Luc Thérier |
| 1    | 10-11 października | 17 | b.d.    | Bric del Baraccone 2 | 5,80 km  | Jean-Pierre Nicolas                  | 8:17             | 42,01 km/h       | Jean-Luc Thérier |
| 1    | 10-11 października | 18 | b.d.    | Del Quazzo           | 7,50 km  | Jean-Luc Thérier                     | 12:35            | 35,76 km/h       | Jean-Luc Thérier |
| 1    | 10-11 października | 19 | b.d.    | Colle di Cosio 2     | 5,40 km  | Jean-Luc Thérier                     | 6:29             | 49,97 km/h       | Jean-Luc Thérier |
| 1    | 10-11 października | 20 | b.d.    | Colle di Nava 2      | 5,00 km  | Jean-Pierre Nicolas                  | 7:53             | 38,05 km/h       | Jean-Luc Thérier |
| 1    | 10-11 października | 21 | b.d.    | Del Santuario 2      | 7,90 km  | Jean-Pierre Nicolas                  | 12:20            | 38,43 km/h       | Jean-Luc Thérier |
| 1    | 10-11 października | 22 | b.d.    | Paravenna            | 4,50 km  | Amilcare Ballestrieri                | 6:28             | 41,75 km/h       | Jean-Luc Thérier |
| 1    | 10-11 października | 23 | b.d.    | Passo di Ginestro 2  | 5,00 km  | Jean-Pierre Nicolas                  | 6:33             | 45,80 km/h       | Jean-Luc Thérier |
| 1    | 10-11 października | 24 | b.d.    | Passo di Teglia 2    | 10,00 km | Jean-Luc Thérier Jean-Pierre Nicolas | 13:09            | 45,63 km/h       | Jean-Luc Thérier |
| 1    | 10-11 października | 25 | b.d.    | Monte Ceppo 2        | 12,00 km | Jean-Pierre Nicolas                  | 15:08            | 47,58 km/h       | Jean-Luc Thérier |
|      |                    |    |         |                      |          |                                      |                  |                  | Jean-Luc Thérier |
| 2    | 12 października    | 26 | b.d.    | Del Goute 1          | 28,30 km | Jean-Luc Thérier                     | 36:57            | 45,95 km/h       | Jean-Luc Thérier |
| 2    | 12 października    | 27 | b.d.    | Del Ghimbegna        | 21,50 km | Jean-Luc Thérier                     | 25:18            | 50,99 km/h       | Jean-Luc Thérier |
| 2    | 12 października    | 28 | b.d.    | Passo di Teglia 3    | 14,10 km | Jean-Pierre Nicolas                  | 16:56            | 49,96 km/h       | Jean-Luc Thérier |
| 2    | 12 października    | 29 | b.d.    | Colle di Cosio 3     | 9,10 km  | Jean-Pierre Nicolas                  | 11:45            | 46,47 km/h       | Jean-Luc Thérier |
| 2    | 12 października    | 30 | b.d.    | Colle d'Oggia 1      | 9,50 km  | Jean-Pierre Nicolas                  | 12:37            | 45,18 km/h       | Jean-Luc Thérier |
| 2    | 12 października    | 31 | b.d.    | Di Ceriana           | 5,00 km  | Jean-Pierre Nicolas                  | 6:30             | 46,15 km/h       | Jean-Luc Thérier |
| 2    | 12 października    | 32 | b.d.    | Del Goute 2          | 28,30 km | Jean-Pierre Nicolas                  | 37:10            | 45,69 km/h       | Jean-Luc Thérier |
| 2    | 12 października    | 33 | b.d.    | Monte Ceppo 3        | 18,30 km | Jean-Pierre Nicolas                  | 22:21            | 49,13 km/h       | Jean-Luc Thérier |
| 2    | 12 października    | 34 | b.d.    | Colle d'Oggia 2      | 9,50 km  | Jean-Luc Thérier                     | 13:13            | 43,13 km/h       | Jean-Luc Thérier |
| 2    | 12 października    | 35 | b.d.    | Colle di Cosio 4     | 9,10 km  | Maurizio Verini                      | 12:15            | 44,57 km/h       | Jean-Luc Thérier |
| 2    | 12 października    | 36 | b.d.    | Passo di Teglia 4    | 10,00 km | Jean-Luc Thérier                     | 14:22            | 41,76 km/h       | Jean-Luc Thérier |
| 2    | 12 października    | 37 | b.d.    | Langan               | 16,60 km | Alcide Paganelli                     | 22:54            | 43,49 km/h       | Jean-Luc Thérier |

## Wyniki[2]
| Msc. | Kierowca            | Pilot            | Samochód                   | Czas    | Strata   | Punkty |
| ---- | ------------------- | ---------------- | -------------------------- | ------- | -------- | ------ |
| 1    | Jean-Luc Thérier    | Jacques Jaubert  | Alpine-Renault A110 1800   | 8:01.32 | 0.0      | 20     |
| 2.   | Maurizio Verini     | Angelo Torriani  | Fiat Abarth 124 Rallye     | 8:07.34 | +6.02    | 15     |
| 3.   | Jean-Pierre Nicolas | Michel Vial      | Alpine-Renault A110 1800   | 8:11.37 | +10.05   |        |
| 4.   | Giulio Bisulli      | Arturo Zanuccoli | Fiat Abarth 124 Rallye     | 8:13.05 | +11.33   |        |
| 5.   | Sergio Barbasio     | Bruno Scabini    | Fiat Abarth 124 Rallye     | 8:13.38 | +12.06   |        |
| 6.   | Alcide Paganelli    | Ninni Russo      | Fiat Abarth 124 Rallye     | 8:14.31 | +12.59   |        |
| 7.   | Mauro Pregliasco    | Angelo Garzoglio | Lancia Fulvia 1.6 Coupé HF | 8:15.00 | +13.28   | 4      |
| 8.   | Simo Lampinen       | Piero Sodano     | Lancia Fulvia 1.6 Coupé HF | 8:15.33 | +14.01   |        |
| 9.   | Roberto Bauce       | Andrea Visconti  | Opel Ascona                | 9:18.17 | +1:16.45 | 2      |
| 10.  | Bruno Ferraris      | Giorgio Vigo     | Lancia Fulvia 1.6 Coupé HF | 9:21.01 | +1:19.29 |        |

## Klasyfikacja producentów po 10 rundach
| Lp | Producent      | Pkt. |
| -- | -------------- | ---- |
| 1  | Alpine Renault | 127  |
| 2  | Fiat           | 84   |
| 3  | Saab           | 42   |
| 4  | Ford           | 36   |
| 5  | Citroën        | 33   |

- Uwaga: Tabela obejmuje tylko pięć pierwszych miejsc.